# Alfiler de Gancho
Alfiler de Gancho es una banda de punk rock que se formó en los primeros meses de 2003 en la ciudad de Olavarría, Provincia de Buenos Aires, Argentina. El grupo está conformado por Javier Barrionuevo en guitarra y voces; Juan Fleitas en teclado y coros; Fabricio Nicolás Gocella en batería y voces; Santiago Rodríguez en bajo y coros; y Nicolás Zangara en guitarra y voces.
Su primera producción discográfica, Basado en hechos reales, fue lanzada en 2008, y contó con la producción artística de Matt Buzz. El segundo disco, Nada romántico, grabado en 2010, fue producido por Federico Pertusi.
En mayo de 2012, Ciro Pertusi invitó a Alfiler de Gancho a compartir escenario con Jauría en una minigira que los llevó por Olavarría y Bahía Blanca.
Tiempo terror es el último material de Alfiler de Gancho: un EP de cuatro canciones publicado en 2019, también producidas por Federico Pertusi.

## Discografía
- Basado en hechos reales (2008)
- Nada romántico (2011)
- Tiempo terror [EP] (2019)